# Buena Esperanza
Buena Esperanza est une localité de la province de San Luis, en Argentine, et le chef-lieu du département de Gobernador Dupuy.

## Situation

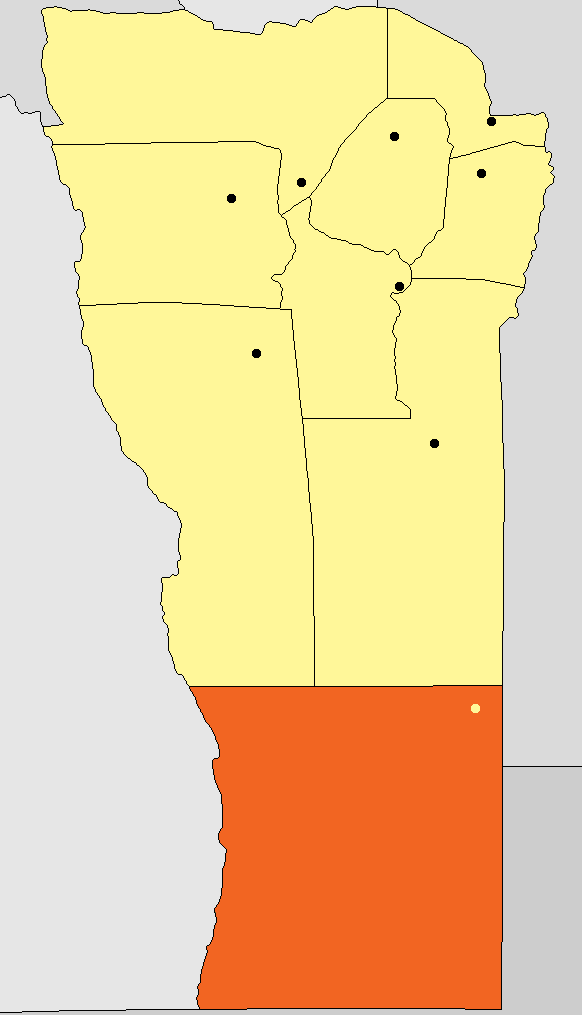
Localisation de la ville dans la province

La ville se trouve au centre de la province, sur la ligne du chemin de fer General San Martín qui court parallèlement à la route provinciale 12.

Ulrich Schmidl, 1536

## Population
La ville comptait 2 531 habitants en 2001, ce qui représentait une hausse de 35,1 % par rapport aux 1 873 recensés en 1991.

## Agriculture
Avec des précipitations annuelles de l'ordre de 600 mm actuellement (hémicycle humide (1973-2020?), on cultive le tournesol (Helianthus annus) à Buena Esperanza depuis 1985 sur quelque 1 000 hectares. On obtient un rendement de 2,5 tonnes/ha.